# ロサ (ウラナラ氏)
ロサ (満文：ᠯᠣᠰᠠlosa, 漢文：羅薩) は、明末清初のウラナラ氏女真族。
初代ウラ国主ブヤン次子ブルヒの孫で、後金国アイシン･グルン樹立初期にヌルハチに帰順した。錦州侵攻に従軍し、陣没を以て三等軽車都尉を追贈された。満洲鑲紅旗第5参領ジャラン第4佐領ニルの初代佐領ニルイ･ジャンギン。

## 兄弟子孫
本章は基本的に『八旗滿洲氏族通譜』(漢・満)に拠り、そのほかの典拠のみ脚註を附した。また、人名カナ表記の後ろの (丸括弧) 内には、漢音写と満洲語転写を記載し、満洲語転写が不詳の人物は漢音写のみ記載した。また。文献からは他人物との続柄が明確にできない人物に就いては「父不詳」の文言を附した。
- 長兄・ショセ (碩色šose)
  - 侄・ビントゥ (秉圖bingtu)：ショセ長子。護軍参領バヤライ･ジャランイ･ジャンギン。皮島侵攻に従軍し陣没。騎都尉。
    - 姪孫・ビルジュ (碧爾柱bilju)：ビントゥ子。騎都尉。
      - 曾姪孫・スンゲ (松額sungge)：ビルジュ子。騎都尉。
        - 玄姪孫・チェンギデイ (成吉德/成額德[2]cenggidei)：スンゲ子。騎都尉。佐領ニルイ･ジャンギン。
          - 来姪孫・チェンフ (成福cengfu)：チェンギデイ子。騎都尉。

  - 侄・ビジンタイ (碧進泰/巴進特?[2]bijintai)：ショセ次子。護軍参領。佐領。
  - 侄・ビリントゥ (碧靈圖bilingtu)：ショセ三子。員外郎。
    - 姪孫父不詳・ケブス (克普素kebsu)：護軍校ジュワンイ･ダ。
    - 姪孫父不詳・シトク (錫特庫sitk)：廕生。
      - 曾姪孫父不詳・ナレンタイ (納楞泰narentai)：佐領。
- ロサ
  - 子・フシブ (瑚錫布/瑚世布[2]hūsibu)：三等軽車都尉。佐領。
  - 子・マルタイ (瑪爾泰/馬爾泰[2]martai)：フシブ実弟。三等軽車都尉。
  - 子・マルダイ (瑪爾岱mardai)：マルタイ実弟。三等軽車都尉。
    - 孫・マランガイ (瑪郎藹/馬朗艾[2]malanggai)：マルダイ子。三等軽車都尉。佐領。
      - 曾孫
        - 玄孫父不詳・フランタイ (福蘭泰/富蘭泰[2]furantai)：マランガイ孫。三等軽車都尉。佐領。
          - 来孫・フミンゲ (福明額/富明額[2]fumingge)：フランタイ子。三等軽車都尉。佐領。
            - 昆孫・那興：フミンゲ子。佐領[2][注 1]。
- 三弟・ダイジュ (台柱/太柱[2]daiju)
  - 侄・イェブショオ (葉栢綬/葉伯壽[2]yebšeo)：ダイジュ子。佐領。
- 四弟・エルクトゥ (額爾庫圖erkutu)
  - 侄・シャフン (沙渾šahūn)：エルクトゥ子。員外郎。
    - 姪孫父不詳・ピャントゥ (偏圖piyantu)：廕生。
    - 姪孫父不詳・フルハ (福爾哈fulha)：護軍校。
- 五弟・シカ (錫喀sika)：七品官。

## 管轄ニル
本章は基本的に『欽定八旗通志』に拠った。そのほかの典拠のみ脚註を附す。

### 鑲紅旗 滿洲マンジュ

#### 第5 参領ジャラン第4 佐領ニル
後金国アイシン･グルン樹立初期に創設。
|   | 前任者との関係 | 任官者             | 退官理由 |
| - | -------------- | ------------------ | -------- |
| ① | -              | 羅薩ロサ           | 陣歿     |
| ② | 子             | 瑚世布フシブ       | 死歿     |
| ③ | 族叔父         | 孟庫魯             | 陣歿     |
| ④ | 羅薩ロサ次子   | 馬爾泰マルタイ     | 罷免     |
| ⑤ | 従兄弟         | 巴進特ビジンタイ?  | 死歿     |
| ⑥ | 従兄弟         | 葉伯壽イェブショオ | 死歿     |
| ⑦ | 孟庫魯の孫     | 拖密岱             | 死歿     |
| ⑧ | 族叔父         | 色爾特             | 退任     |
| ⑨ | 子             | 色爾登額           | 死歿     |
| ⑩ | 伯父の孫       | 納蘭太             | 死歿     |
| ⑪ | 孫             | 岳克清阿           | 辞任     |
| ⑫ | 弟             | 特洪阿             | -        |

#### 第5 参領ジャラン第5 佐領ニル
康熙11年1672、拖密岱の代に第4ニルから分設。
|   | 前任者との関係 | 任官者             | 退官理由 |
| - | -------------- | ------------------ | -------- |
| ① | -              | 馬朗艾マランガイ   | 辞任     |
| ② | 伯祖父の玄孫   | 成額德チェンギデイ | 死歿     |
| ③ | 族兄弟         | 富蘭泰フランタイ   | 死歿     |
| ④ | 子             | 富明額フミンゲ     | 死歿     |
| ⑤ | 子             | 那興               | 辞任     |
| ⑥ | 弟             | 那勝               | -        |

## 脚註

### 典拠
1. 1 2  “烏喇地方納喇氏 (羅薩)”. 八旗滿洲氏族通譜. 23
2. 1 2 3 4 5 6 7 8 9 10 11 12  “鑲紅旗滿洲佐領下 (第五參領第四・五佐領)”. 欽定八旗通志. 13

### 註釈
1. ↑  『欽定八旗通志』では「那興告退以其弟那勝管理」としている。基本的に実弟の場合は「親弟」と表記されるか、「三弟」のように兄弟における出生順を頭につけることが多く、単に「弟」だけの場合は実の兄弟でない可能性が高い。
2. ↑  原文「原品休致」
3. ↑  原文「告退」

## 文献

### 史書
- 愛新覚羅氏弘昼, 西林覚羅氏鄂尔泰, 富察氏福敏, 徐元夢『八旗滿洲氏族通譜』四庫全書, 乾隆9年1744 (漢) ＊Harvard Univ. Lib.所蔵版
  - 『ᠵᠠᡴᡡᠨ ᡤᡡᠰᠠᡳ ᠮᠠᠨᠵᡠᠰᠠᡳ ᠮᡠᡴᡡᠨ ᡥᠠᠯᠠ ᠪᡝ ᡠᡥᡝᡵᡳ ᡝᠵᡝᡥᡝ ᠪᡳᡨᡥᡝ Jakūn gūsai Manjusai mukūn hala be uheri ejehe bithe』四庫全書, 乾隆10年1745 (満) ＊東京大学アジア研究図書館デジタルライブラリ
- フチャ氏フルンガ『欽定八旗通志』嘉慶元年1796 (漢) ＊Wikisource